# Вланский, Пеон Петрович
Пеон Петрович Вланский (1925—?) — советский шахматист.
Играл в шахматы по переписке с 1960 года. Кандидат в мастера спорта СССР. В полуфинале 7-го индивидуального чемпионата СССР (1962—1964) — 1-е место, в финале (1965—1966) занял 18-е место из 20 участников. Участник 7-го чемпионата РСФСР (1978—1979).
В составе сборной РСФСР четырёхкратный победитель командных чемпионатов СССР: 1968—1970, 1970—1973, 1973—1975, 1978—1981, а также серебряный призёр аналогичного соревнования 1982—1984 гг. (показав с А. Хермлином лучший результат на 8-й доске).
По состоянию на 1973 год работал главным инженером проекта института «Саратовоблколхозпроект».